# Famine soviétique de 1921-1922
Pour les articles homonymes, voir Famines soviétiques.
La famine soviétique de 1921-1922 est la première des trois grandes famines de l'État soviétique. Cette famine débuta au printemps 1921 et dura environ un an. Vingt millions de personnes souffrirent de la faim et il y eut plus d'un million de victimes, se concentrant entre le Dniepr, la Volga et le Nord Caucase.
Au total, entre 1921 et 1922, cette famine fit entre 3 et 5 millions de victimes, un bilan difficile à confirmer, vu l'absence, par exemple, d'observateurs étrangers. Cette famine est cependant la mieux documentée car le pouvoir bolchevik l'a reconnue.

## Origines

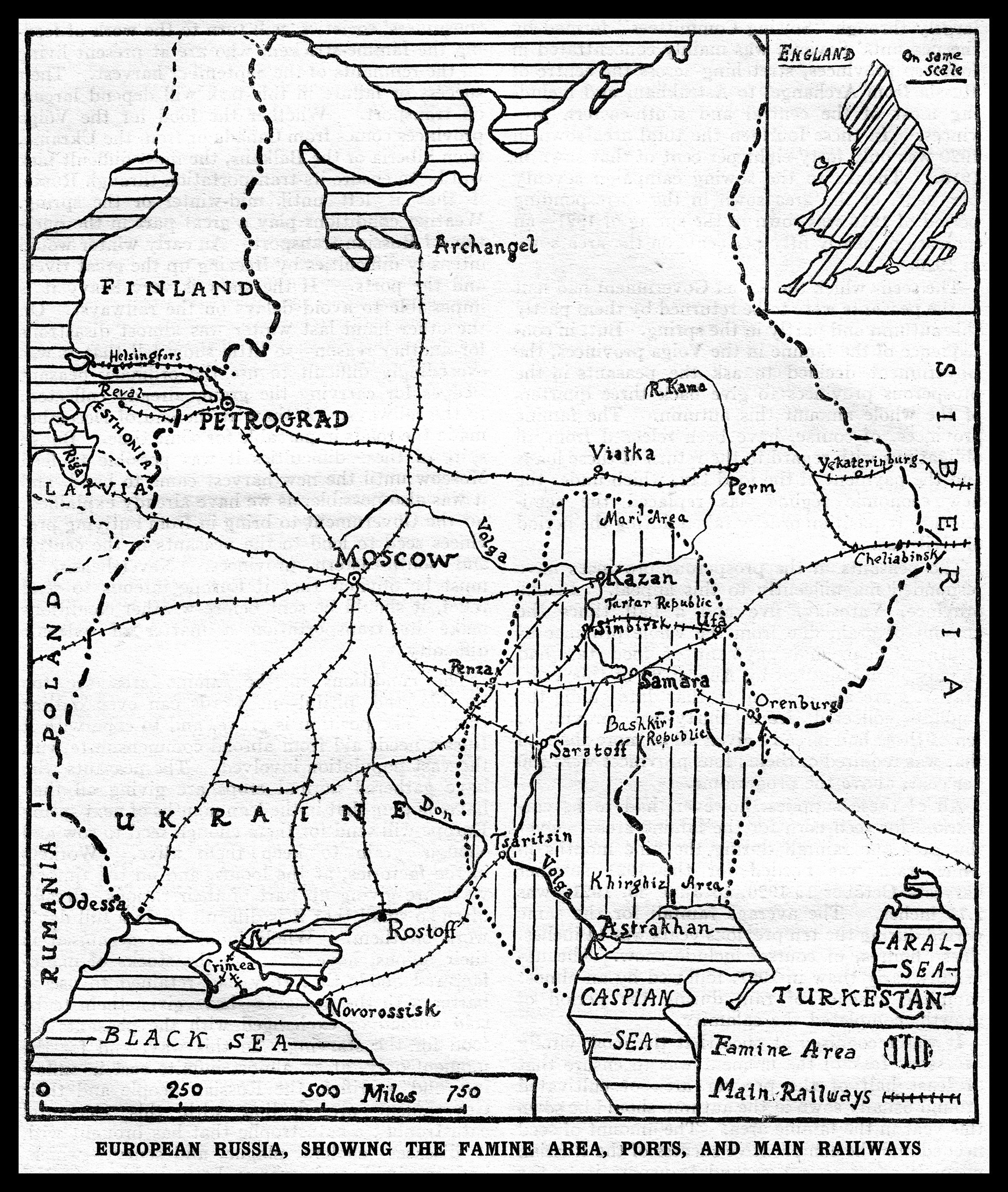
La famine de 1921-22 en Russie soviétique

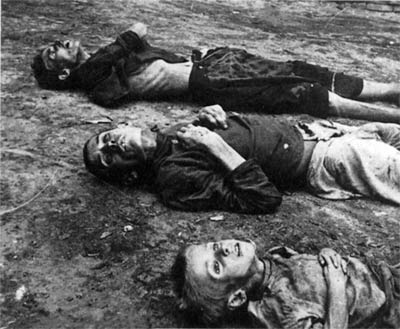
Victimes de la famine soviétique de 1921-1922.

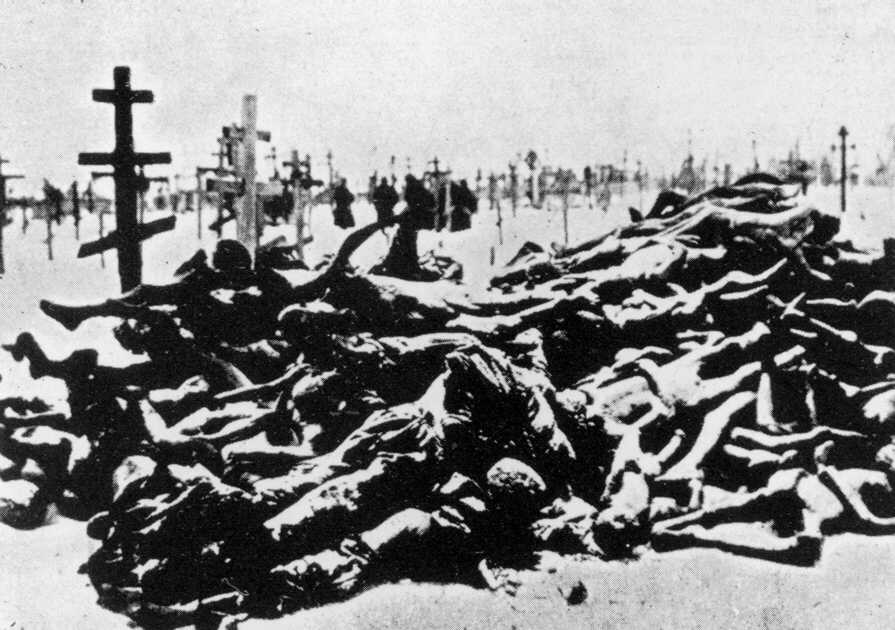
Victimes de la famine près de Saratov.

Les origines de la famine sont de deux ordres : naturelles (sécheresse de mai 1921) et anthropiques (désorganisation des moyens de production et de distribution en raison des réquisitions du communisme de guerre et de la collectivisation forcée).
La famine de 1922 intervient dans un contexte historique marqué par des crises d'une ampleur importante : le pays est en effet en état de guerre depuis 1914 (première guerre mondiale puis guerre civile). Pour atteindre les objectifs de l'effort de guerre, 80 % des usines ont été reconverties pour produire des armes et des munitions. Les pénuries liées à la désorganisation de l'économie touchent particulièrement les campagnes. Le pillage des ressources agricoles (commencé par les forces d'occupation allemandes de la Première Guerre mondiale à l'issue de la paix de Brest-Litovsk entre la république socialiste fédérative soviétique de Russie (RSFSR) et l'Empire allemand et intensifié par les divers belligérants de la révolution et de la guerre civile) ont préparé le terrain à la famine en affaiblissant la population, désorganisant les transports et en vidant les entrepôts.
La révolution de février 1917 et le coup d'état des Bolcheviks en octobre 1917 amplifient la crise économique que subit la Russie : le gouvernement provisoire instaure le monopole de l'État sur les céréales. Puis le gouvernement bolchevique met en place le communisme de guerre avec des réquisitions bien plus radicales. Les récoltes et le cheptel sont alors confisqués au profit des habitants des grandes villes. Malgré ces réquisitions et la mise en place d'un plan de rationnement sévère, la disette s'installe dans de nombreux centres urbains comme Saint-Pétersbourg, Moscou, Novgorod, Smolensk, etc.. Les épidémies de typhus, de dysenterie et de grippe espagnole contribuent à l'affaiblissement des habitants. Après la défaite des Blancs en 1920, les Bolcheviks envoient la Prodarmia pour intensifier les réquisitions agricoles, ce qui provoque des insurrections paysannes réprimées dans la violence.
En l'absence de réserves, la sécheresse de mai 1921 et la politique de l'État bolchevik suffisent pour évoluer en grande famine qui devient rapidement une catastrophe nationale. La zone la plus touchée par la famine de 1921-1922 s'étend de l'est de l'Ukraine à l'Oural, en passant par les régions des terres noires et de la Volga. En juin 1921, neuf provinces sont classées par le gouvernement en état de famine et la Pravda annonce quelques jours plus tard que la famine touche près de 25 millions de personnes.
À partir de janvier 1921, les rapports secrets de la police politique expliquent que la sécheresse n'est pas la seule cause de la famine et reconnaissent le poids des réquisitions. Dans les sources, la Tcheka souligne que la famine va affaiblir la résistance des insurgés dans les campagnes. Moscou ne reconnait que fort tard l'ampleur du phénomène et refuse, dans un premier temps, d'amener des vivres à temps et n'accepte qu'à contrecœur l'aide du Secours ouvrier international.

## Mesures prises par le pouvoir bolchevik
Le Parti communiste russe (bolchevik) dirigeant un « État ouvrier », se devait d'approvisionner en priorité les villes ouvrières, quitte à affamer les campagnes, que sa propagande qualifiait d'« arriérées » avec une paysannerie « illettrée et superstitieuse » (c'est-à-dire croyante) et des outils « rudimentaires » (c'est-à-dire non mécanisés). Le Parti en tira prétexte pour accuser les paysans d'avoir réduit leur production, cumulé des surplus et refusé les réquisitions (« attitude réfractaire et contre-révolutionnaire »), c'est-à-dire d'être, autant voire plus que la sécheresse, des « koulaks » responsables de la famine. Cet État ouvrier n'avait pas à se faire aider par des « États impérialistes » et refusa donc toute aide internationale . Il mit en place la Commission centrale d'aide aux affamés (pomgol).

## Aide alimentaire

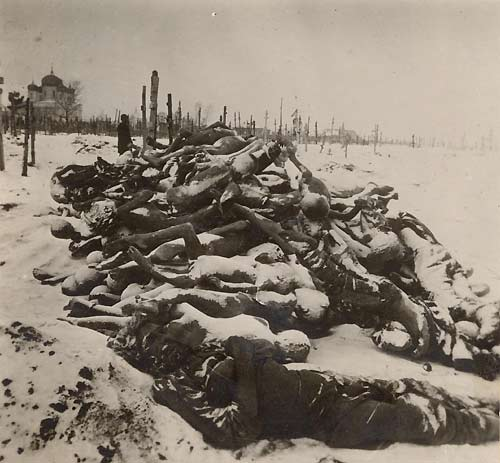
Famine en Russie de 1921. Des centaines de cadavres s'entassent devant le cimetière local.

Rapidement, plusieurs personnalités russes ont créé un Comité social de lutte contre la famine : Kondratiev, Maxime Gorki, etc. Ce dernier a pris contact avec le patriarche de Moscou pour lancer un appel à la solidarité internationale. Un Comité panrusse d'aide aux affamés est officialisé par le gouvernement de Lénine, avant d'être dissous le 27 août 1921. La Croix-Rouge et l'American Relief Administration (ARA) sont contactées et répondent à l'appel à l'aide.

### Secours ouvrier international
Le peu d'aide acceptée de la part du Secours ouvrier international par la Russie soviétique, alla en priorité aux forces armées et de l'ordre, de sorte que les populations affamées commencèrent à fuir par tous les moyens, à pied, en charrette ou en train vers l'Ouest dans l'espoir de passer en Pologne ou en Roumanie. Pourchassés par d'autres affamés devenus pillards et, bien sûr, par l'armée et les forces de l'ordre qui, elles aussi, souffraient de la disette, ces groupes parvinrent à passer les fleuves à la nage, sur des radeaux ou sur la glace (les ponts étant gardés), surtout de nuit. Rares sont ceux qui purent emporter quelque bagage, et beaucoup furent tués, noyés, ou capturés et envoyés au Goulag. Parmi ceux qui s'échappèrent, plus d'un fut rançonné par les garde-frontière soviétiques, polonais ou roumains avant d'être pris en charge par l'office Nansen.

### Rôle de l'office Nansen et de l'ARA
Le gouvernement bolchevik signe un accord avec l'American Relief Administration le 21 août 1921. Avec l'office Nansen, l'ARA coordonne l'essentiel de l'aide internationale entre septembre 1921 et juillet 1923, soit un total de 560 000 tonnes de produits alimentaires et de médicaments. Au total, 14 millions de repas ont été distribués par le Pomgol, l'ARA et l'office Nansen. Les citoyens américains et européens qui s'occupent de l'aide humanitaire sont étroitement surveillés par la police politique.

## Utilisation de la famine pour la répression des religions
« Avec tous ces gens affamés qui se nourrissent de chair humaine, avec les routes jonchées de centaines, de milliers de cadavres, c'est maintenant et seulement maintenant que nous pouvons (et par conséquent devons) confisquer les biens de l'Église avec une énergie farouche, impitoyable. C'est précisément maintenant, et seulement maintenant, que l'immense majorité des masses paysannes peut nous soutenir […]. Nous pouvons ainsi nous procurer un trésor de plusieurs centaines de millions de roubles-or (peut-être même de plusieurs milliards ! […] Sans ce trésor, aucune activité étatique en général, aucune édification économique en particulier et aucune défense de nos positions n'est concevable […]. Tout indique que nous n'arriverons pas à nos fins à un autre moment, parce que seul le désespoir engendré par la faim peut entraîner une attitude bienveillante ou, du moins, neutre, à notre égard. »

— Lénine, lettre adressée le 19 mars 1922 aux membres du Politburo, CRCEDHC, fonds 2, inv.1, doc.22947, f 1-4
Parmi les populations victimes, il y avait une majorité de fidèles de l'Église orthodoxe, mais aussi des Juifs et des minorités musulmanes, par exemple tatares. La déstructuration des communautés servit la politique de l'État ouvrier consistant à accuser les popes, rabbins ou imams de cumuler des réserves alimentaires et d'être des « laquais du capitalisme » et des pourvoyeurs d'« opium du peuple », pour les déporter vers le Goulag naissant et pouvoir démolir les édifices de culte (ou les convertir en granges, cinémas ou bars) en brûlant au passage les bibliothèques.
Concernant les rabbins, ces sections eurent lieu sous l'égide de la Evsektia, créée pour les membres juifs du parti communiste, dont l’objectif est la fermeture des établissements religieux, la dissolution de communautés et le combat contre le prosélytisme des rabbins. C’est le début d’une série de « procès communautaires » contre la religion juive. Le dernier de ces procès, sur la circoncision, se tient en 1928 à Kharkov, au même moment où l’on essaye d’établir une identité laïque pour la collectivité juive.

## Conséquences

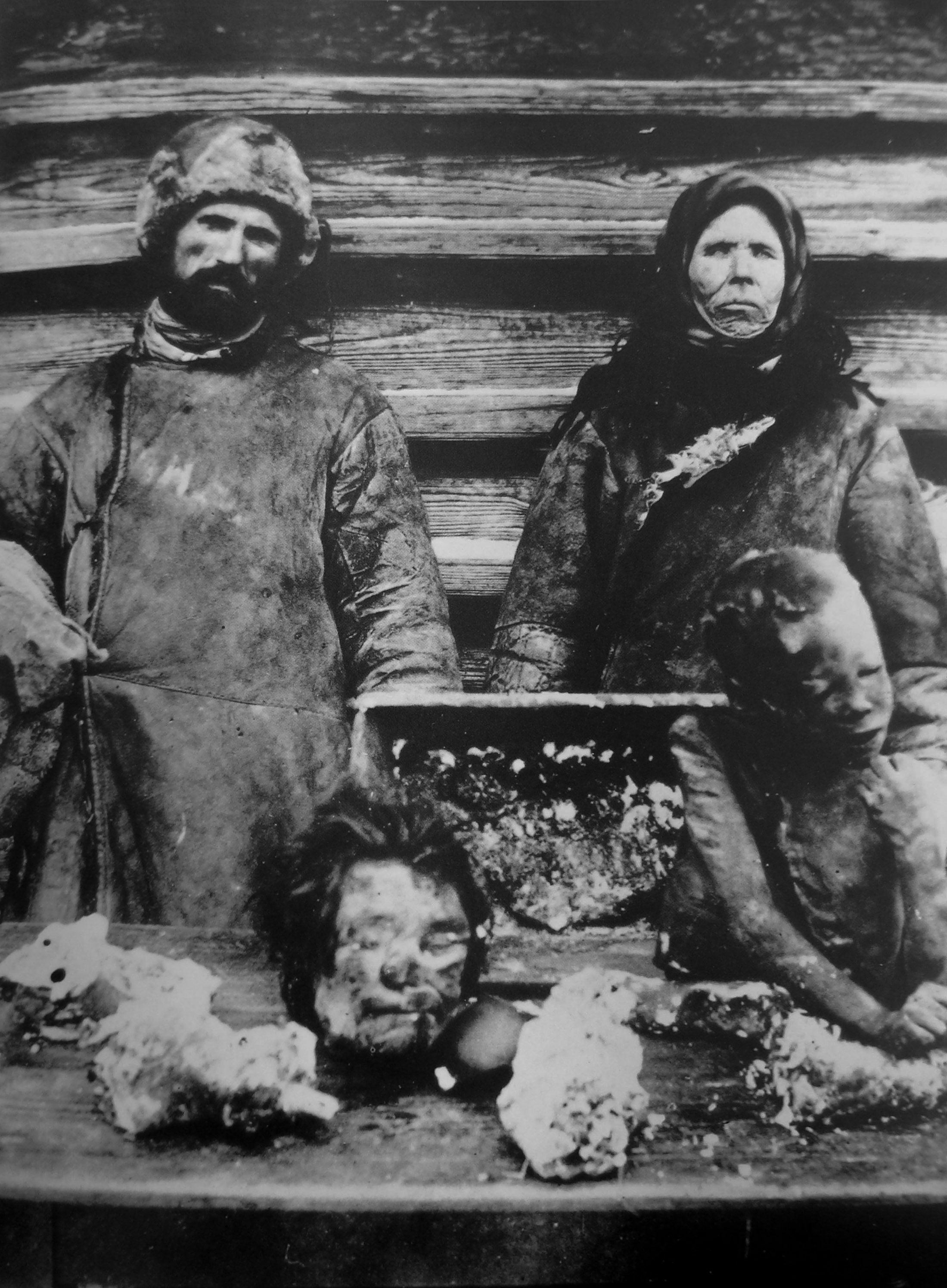
Scène de cannibalisme pendant la famine soviétique de 1921-1922.

L'écrivain Mikhaïl Ossorguine décrit des cas de cannibalisme dans les populations affamées. La Tchéka, police politique du régime, indique que les paysans déterrent les morts pour les manger.
Malgré les dénégations communistes, la famine finit par être connue à l'étranger, ce qui nuit à la bonne réputation du jeune régime soviétique. Lénine réagit : c'est la « nouvelle politique économique ».